# Minotaurasaure

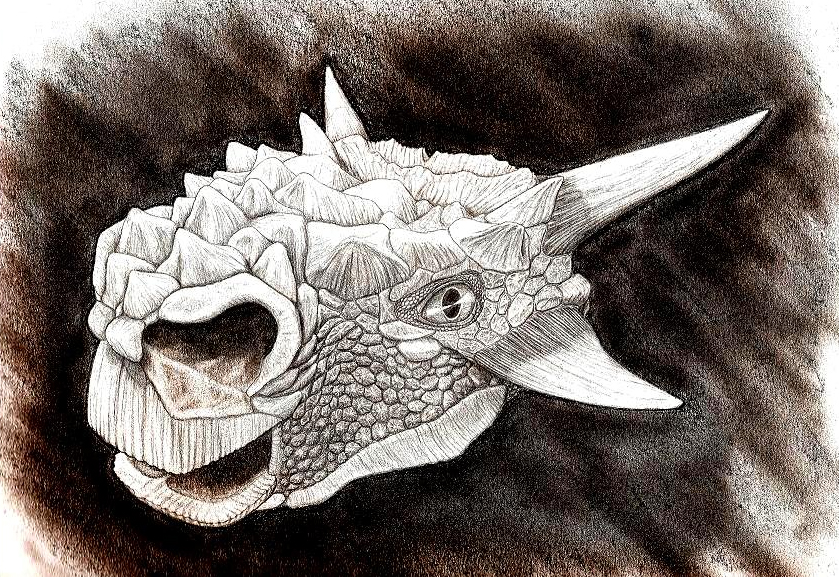
Recreació artística d'un cap de Minotaurasaurus

El minotaurasaure (Minotaurasaurus) és un gènere de dinosaure ancilosàurid que va viure al Cretaci superior.